# Henry Lehrman
Henry Lehrman (30 de março, 1886 — 7 de novembro, 1946) foi um ator, roteirista, produtor e diretor de cinema nos Estados Unidos, para onde imigrou ainda criança de Viena, Áustria.